# 17. Armee (Deutsches Kaiserreich)

Flagge eines Stabes eines Armeeoberkommandos (1871–1918)

Die 17. Armee / Armeeoberkommando 17 (AOK 17) war ein Großverband bzw. eine Kommandobehörde des deutschen Heeres während des Ersten Weltkrieges. Sie umfasste mehrere Armee- oder Reservekorps sowie zahlreiche Spezialtruppen.

## Geschichte
Im Jahr 1918 versammelte die Oberste Heeresleitung zahlreiche Truppen für die geplante Frühjahrsoffensive (Operation „Michael“) an der Westfront. Neben einer Verstärkung der bereits bestehenden Armeen wurden zwei neue gebildet, die 17. Armee und die 18. Armee. Die Truppen der 17. Armee sammelten sich ab Januar 1918 im Raum zwischen Fresnes-lès-Montauban und Mœuvres. Das neue Armeeoberkommando 17 entstand durch die Verlegung und Umbenennung des Armeeoberkommandos 14 am 1. Februar 1918. Oberbefehlshaber wurde General der Infanterie Otto von Below.
Bei der am 21. März 1918 beginnenden deutschen Offensive bildete die 17. Armee zusammen mit der 2. Armee den rechten Angriffsflügel. Die Offensive endete nach anfänglichen Erfolgen im Juli 1918. Auch danach verblieb die Armee an der Westfront im Artois. Im Oktober übernahm General der Infanterie Bruno von Mudra den Oberbefehl.
Das Hauptquartier des Armeeoberkommandos 17 befand sich zunächst in Saint-Amand, bevor es nach Douai (am 6. April 1918), Denain (am 1. Mai 1918) und Mons (am 18. Oktober 1918) verlegt wurde. Beim Rückzug kam es ab dem 19. November 1918 in Zülpich unter.